# Plataforma lateral

Plataformas laterais com uma ponte conectando ambos os lados

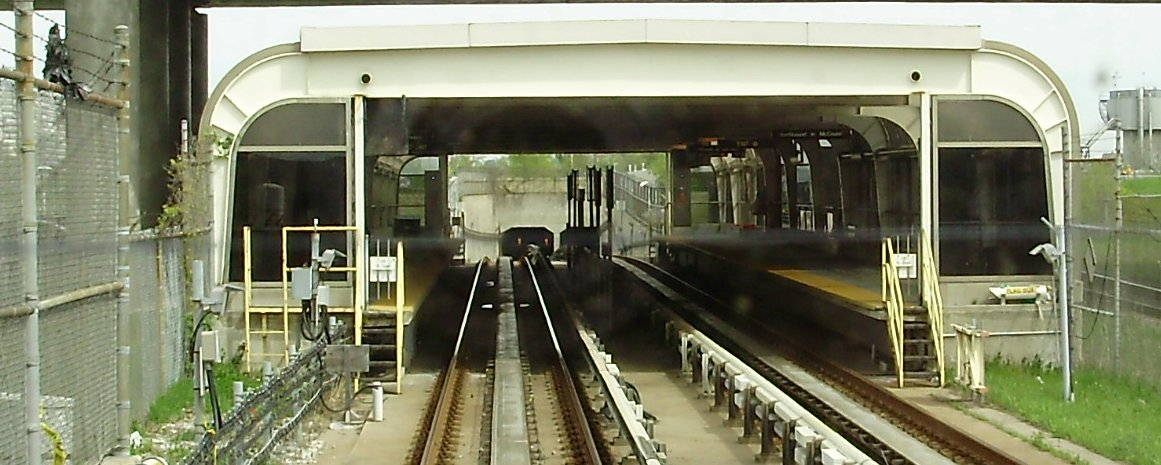
Plataformas laterais da estação Ellesmere do metrô de Toronto.

Plataformas laterais em estações ferroviárias são plataformas de passageiros localizadas em lados opostos dos trilhos, com o trecho destas não modificada como ocorre em plataformas centrais. No geral, cada plataforma recebe trens vindos de uma direção, com a plataforma oposta recebendo trens vindo da direção oposta. Algumas estações, porém, utilizam apenas uma única plataforma (como é o caso da estação Cambridge em Cambridgeshire), ou possuem duas plataformas mas utilizam apenas uma (como a estação McCowan do metrô de Toronto), com trens utilizando uma tesoura.
Em média, distância entre o centro dos trilhos é de cerca de 4 metros, com a separação entre plataformas sendo de 5 metros. O uso de plataformas laterais em estações de metrô e trem pode ser limitada se espaço é limitado, devido a regulações sobre a espessura mínima das plataformas. O acceso entre as plataformas pode ser direto, como em bondes e VLT, ou via pontes, túneis ou outros corredores de acesso, como em metrô.